# Thái Khang
Thái Khang (chữ Hán: 太康) là vị vua thứ ba của nhà Hạ trong lịch sử Trung Quốc.

## Thân thế
Thái Khang là con của Hạ Khải. Năm 2188 TCN, vua Khải mất, Thái Khang lên thay.

## Ham chơi mất nước
Theo sách Trúc thư kỉ niên thì vua Thái Khang định đô ở Châm Tầm (斟鄩). Từ khi Thái Khang làm vua chỉ ham chơi bời, ham mê Đả Liệp, thích săn bắn, không quan tâm việc chính sự. Bầy tôi của ông là Hậu Nghệ - vua nước chư hầu Hữu Cùng - thấy Thái Khang bỏ việc triều chính nên nảy sinh ý định giành ngôi vua.
Một hôm Thái Khang rời kinh đô đi săn ở đất Lạc. Hậu Nghệ bí mật điều quân từ nước Hữu Cùng sang tập kích kinh đô nhà Hạ, chiếm được kinh thành. Sau đó, Hậu Nghệ mang quân ra chặn bờ sông, phong toả lối về của Thái Khang.
Khi ông mang quân trở về kinh thành thì bị quân Hữu Cùng chặn đánh. Không thể đánh bại Hậu Nghệ, Thái Khang phải bỏ chạy sang nước chư hầu. Thái Khang định tập hợp chư hầu đánh Hậu Nghệ, nhưng các chư hầu đều không phục Thái Khang. Vì vậy ông chính thức làm vua có 2 năm, thời gian còn lại ông phải lưu vong ở nước ngoài cho đến hết đời. Từ lúc Thái Khang lưu vong ngày nào mẹ và 5 người em trai của ông cũng đứng đợi ở bờ sông Lạc Thủy, đến khi nhận được tin anh mình mất họ làm ra khúc hát gọi là "Ngũ Tử Chi Ca" để tưởng nhớ đến công đức của ông nội và cha. Bên cạnh đó lời ca còn chê trách anh cả của mình không tuân theo lời dạy của cha ông bỏ bễ chính sự chuốc lấy sai lầm khiến dòng họ phải khổ sở bi ai, bài ca này được chép trong sách Thượng Thư còn truyền lại cho đến tận ngày nay.
Năm 2160 TCN, Thái Khang qua đời ở nước ngoài, em ông là Trọng Khang nối ngôi. Thái Khang làm vua được 29 năm, không rõ bao nhiêu tuổi. Dòng dõi Nhà Hạ phải lưu lạc nhiều năm sau mới giành lại được ngôi vua.